# 文革遗毒

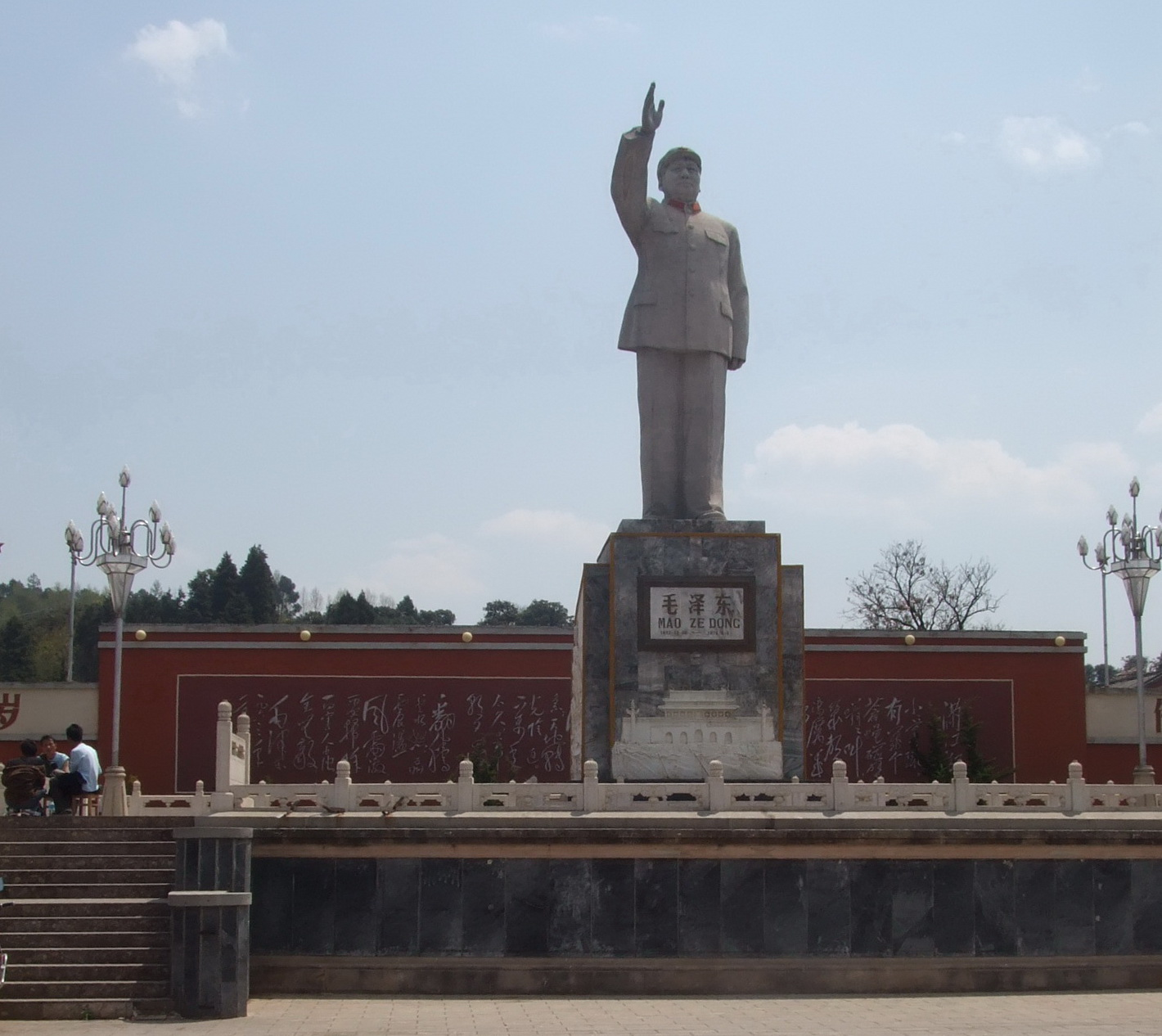
云南丽江保留的文革时期的毛泽东塑像（红太阳广场毛泽东塑像）。

文革遗毒，是中华人民共和国“文化大革命”结束后，对该运动持反对与批评态度的团体对文革残留影响的通称，尤其是对于后文革时期依然受到文革影响的语言、观点、行为和政治思维等等的称法。该用语并无官方定义，但与“极左”意识形态的形容紧密相关。在中国大陆当前的语境中，文革遗毒一词较多地被用于形容人们的以下观点或行为：
- 将毛泽东、“毛泽东思想”神化（毛泽东崇拜），拒绝容忍对其非正面的评价[4][5][7][8]；
- 大字报式的辩论语言，用喊口号、扣帽子、恐吓威胁、上纲上线、非黑即白等谬误代替逻辑理性的讨论[5][7][9]；
- 轻易给他人扣上帽子如“崇洋媚外”“卖国贼”“汉奸”“境外势力”“走资派”等[8][10][11][12][13]；
- 政治挂帅，将一切问题归结为政治路线问题，轻视法律和法治[2][5][6]；
- 全面肯定文革十年中的中国、全面否定文革后的中国[4][5]。

拨乱反正时期，1981年6月27日，中国共产党第十一届中央委员会第六次全体会议一致通过的《关于建国以来党的若干历史问题的决议》，对文化大革命进行了官方正式否定，但是文化大革命的遗留下來的思想和物质并没有因此泯灭。2012年3月14日，中共中央政治局常委、国务院总理温家宝在回答记者提问时说：“粉碎四人帮以后，我们党作出了关于新中国成立以来若干历史问题的决议，实行了改革开放，但是‘文革’错误的遗毒和封建的影响并没有完全清除。”
2018年，中国教育部组织编写的一套新版初中历史教材因删改“文化大革命”内容而引起巨大争议。在2021年最新版的《中国共产党简史》中，1949年10月中共建政到1976年10月“文化大革命”结束的这段时间被描述为“是我们党领导人民艰辛探索社会主义革命和建设道路的历史时期。”

## 历史起源
1966年到1976年，中国大陆进行了十年文化大革命，使中国大陆的工作重心从经济转向了政治活动，社会生活的各个层面，经济、教育、科研、民生、道路、文物古迹都不同层面的被破坏，全国诸多地区发生大屠杀事件、主要针对“黑五类”及其亲属，一大批干部被打倒，知识分子被上山下乡劳动改造，道路桥梁等基础设施被损毁，文物古迹也在破四旧中损失殆尽，科研工作除受保护部门也被进行思想整顿。
文革期間，四人帮利用毛泽东的威望，以唱红的形式製造个人崇拜，加其利用排除政治异己。同时，受极左思维影响，国内民粹主义泛滥，校舍長期停課，严重延误了经济发展并导致了生产力落后的现象。

## 后文革时期

### 改革开放初期

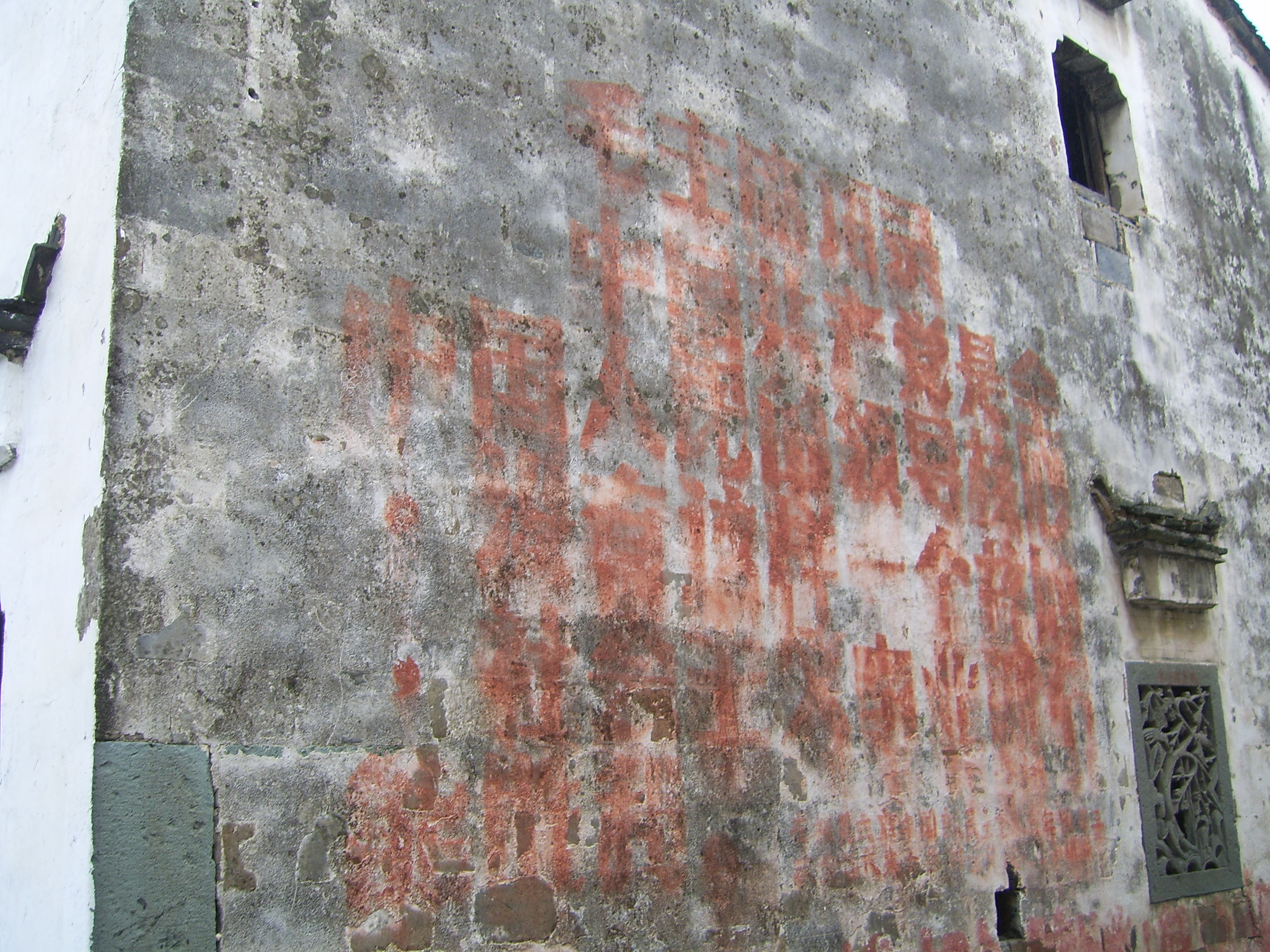
中国一些乡村墙上保留的毛泽东语录。

中共十一届三中全会之后，邓小平领导的中央第二代领导集体实行了“改革开放”的基本国策，将国家工作重心由政治运动转移到经济建设上，同时推进了拨乱反正，对文化大革命中的部分人物进行了法律制裁和审判，也为无辜受害者进行了平反。 1981年6月27日，中国共产党第十一届中央委员会第六次全体会议一致通过的《关于建国以来党的若干历史问题的决议》，对文化大革命进行了官方正式否定，但是文化大革命的遗留下來的思想和物质并没有因此泯灭。 而1983年，中国共产党保守势力发动了左倾的“清除精神污染”运动，被部分人士认为是文革的回光返照。
与此同时，民间也开始了对文化大革命的反思和研究。文化大革命中的受害者著名作家巴金后半生一直呼吁建立“文革博物馆”，巴金生前曾说：“建立文革博物馆是件非常必要的事。惟有不忘过去，才能做未来的主人；……最好是建立一座文革博物馆，用具体的实在的东西、用惊心动魄的情景说明20年前在中国这块土地上究竟发生了什么事情，让大家看看它的全部过程，想想个人在10年间的所作所为，脱下面具、掏出良心，弄清自己的本来面目，偿还过去的大小欠债。没有私心，才不会受骗上当；敢说真话，就不会轻信谎言。”但是由于文革遗留势力的阻扰和其他各种各样的阻力，直到巴金逝世他的愿望也未能达成。

### 改革开放深入
1986年底，中国大陆爆发了“八六学潮”，而中国共产党保守势力在邓小平的支持下，发动了左倾的“反对资产阶级自由化”运动，该运动此后遭到了代理中共中央总书记、时任中国国务院总理赵紫阳的反对，赵紫阳认为左派利用了反自由化运动来反对和否定改革开放，并以此说服了邓小平，该运动随后于1987年中期逐渐结束。
随着改革开放经济建设的成就，中国大陆社会出现了各种各样的深层矛盾，如分配不公、贫富悬殊、诚信缺失、贪污腐败等问题；于是社会上的文革遗留势力开始死灰复燃。文革遗毒由于对现实社会的不满，开始追溯想像中的毛泽东时代的清廉和公平；由于民主改革会夺走其手中的权力，用唱红色歌曲来追思文革的记忆；其认为，保持中共的本色就是意识形态向左走，经济上则主张政府分配资源、实行计划经济，民生问题则希望实行大锅饭分蛋糕的形式。

### 2010年以后
2010年11月份，北京大学教授孔庆东公开表态支持重庆市公安局长王立军的“双起记者论”，同时提出“记者国家公害论”，对南方报业传媒集团旗下的南方报系说：“我觉得全国人民应该起诉南方报系，天天在诬蔑我们革命先烈，诬蔑我们的党和国家领导人，诬蔑全体中国人民。像南方报系还有野鸡网（指貶稱凤凰网的意思）这些媒体首先就应该遭到起诉。”孔庆东的言论被肖鹰认为是典型的文革遗毒。
2012年3月14日，中华人民共和国国务院总理温家宝在答记者问时说道：“粉碎‘四人帮’以后，我们党作出了关于新中国成立以来若干历史问题的决议，实行了改革开放。但是‘文革’错误的遗毒和封建的影响并没有完全清除。”这是官方首次出面说明文革遗毒的存在和活跃。
2012年6月6日，武汉市华中师范大学毕业生身着类似红卫兵的服装，手拿“红宝书”在学校的图书馆前面拍毕业照。此事引发社会极大的关注，震动中国大陆和香港，腾讯网列出专题网《文明社会怎容忍“红卫兵”？》深刻批评学校的学生逆流；香港凤凰卫视主持人闾丘露薇说，有的东西是不能拿来调侃和消费的。不过也指出，文革之所以被浪漫化，可能是这些年轻人，对于那个时代無法充分認識，故『只有这样的印象吧？谁的责任？他们的下一代又会怎样？』表示对未来大陆一代的深刻担忧。

### 2020年以后
2021年清明節前後，中國前總理溫家寶的憶母長文《我的母親》，分四期在《澳门导报》發表，被微信禁發、媒體禁轉載，其中又有幾段涉及文革的篇幅被指主因，分析稱，警告文革重演的危險在當下的大陸政治場子是不受歡迎的，引起是否會有文革2.0的關注。尤其提及文革也不符合當下習近平政權的政治正確，雖說許多黨史和文章仍然以認為文革是負面的的基調做筆，但都漸漸淡化此災難，而以「曲折的探索」等等推託含糊的言詞取代之。